# Edmond Romano
Pour les articles homonymes, voir Romano.
 (juin 2018).
Edmond Romano, né en 1958, est un escroc sévissant en France dans les années 1990, 2000 et 2010. Il est principalement connu pour s'être fait passer pour un prêtre catholique.

## Biographie
Sans diplôme mais se targuant d'être diplômé d'un bac+5, ancien chef d'entreprise, il est père de deux enfants. Divorcé, il vit en 2018 avec un compagne de 90 ans à laquelle il emprunte sa carte bancaire.

## Escroqueries
Il se présente parfois également comme veuf, médecin, juge, inspecteur de la Cour des comptes, conseiller régional, conseiller juridique. Depuis 1996, parvient à se faire passer pour un prêtre, à l’évêché de Saint-Étienne, à l’abbaye de Jouques, à la paroisse d’Épinal, à celle de Chamalières et à la paroisse Saint-Georges de Toulon. Il a notamment célébré des sacrements sans avoir été ordonné prêtre. Il n'hésite pas à se présenter comme le secrétaire d'un cardinal romain au Vatican, voire sur Internet comme un évêque.

## Condamnations
Depuis 1984, il a été condamné 23 fois, pour chèques volés, abus de confiance, grivèlerie, etc..